# Кекертарсуатсиаат
Кекертарсуатсиаат (гренл. Qeqertarsuatsiaat, дат. Fiskenæsset) — деревня в коммуне Сермерсоок, юго-западная Гренландия.
Население — 273 человека (данные января 2004 года), 248 человек(данные 2009 года). Порт компании Arctic Umiaq Line. В переводе с гренландского название деревни означает «весьма большой остров».

## История

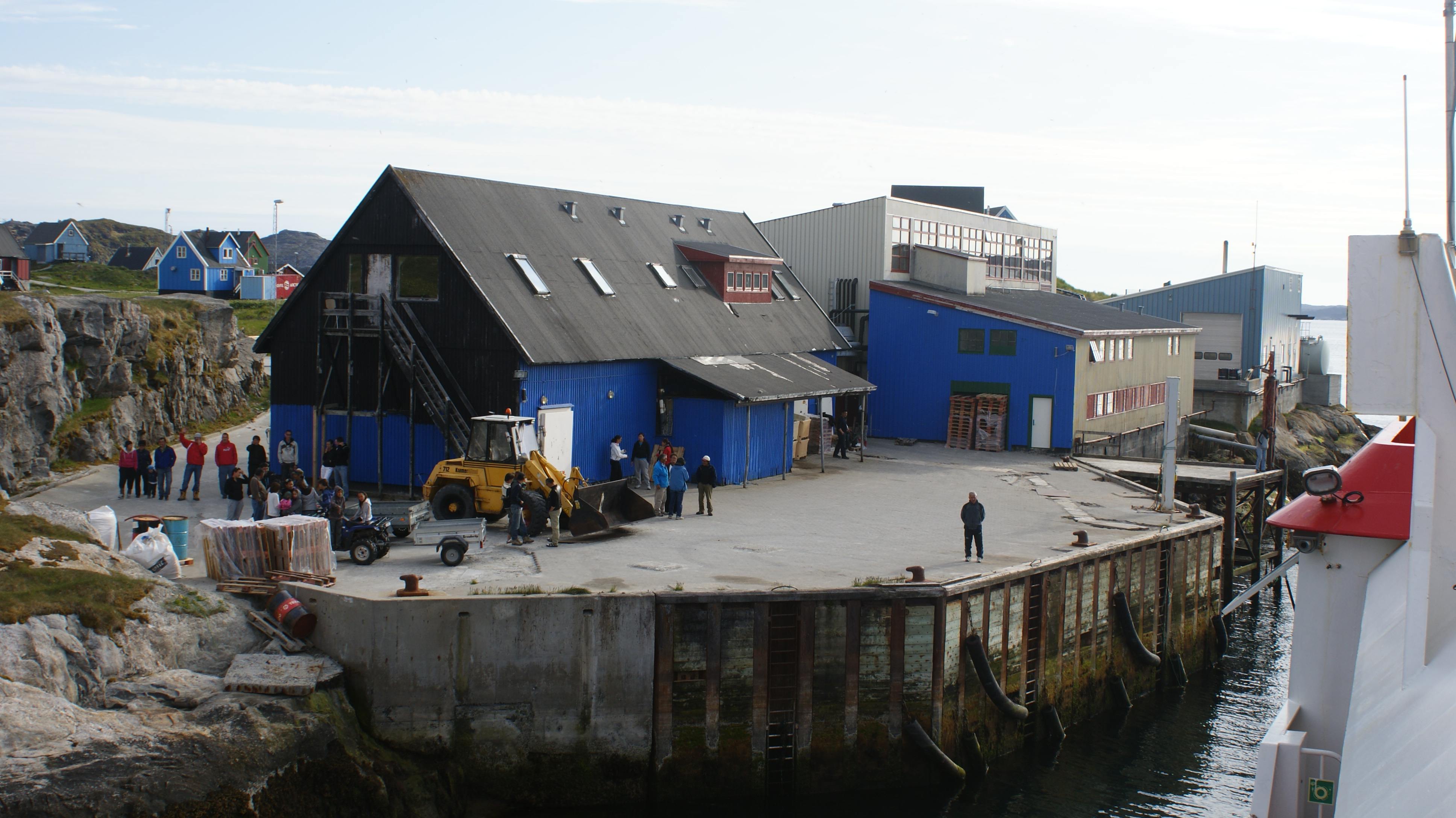

Кекертарсуатсиаат был основан датским купцом Андерсом Олсеном в 1754 году в качестве торгового поста. Как и большинство торговых постов, этот был основан датчанами для того, чтобы торговать с Калааллитами (название местных жителей), обменивая импортные товары на шкуры тюленей и китовый ус.
В середине XVIII века в Кекертарсуатсиаате была основана моравская миссия, которая в 1760 или 1761 году обратила первого местного жителя в христианство, после чего население деревни выросло и достигло 300 человек, то есть деревня стала одной из крупнейших в Гренландии на то время.
В 1815 году близ деревни одним из её жителей была убита на охоте последняя известная Бескрылая гагарка.